# Giacomo Caracciolo
Giacomo Caracciolo (Martina Franca, 6 settembre 1675 – Martina Franca, 17 gennaio 1718) è stato un arcivescovo cattolico, diplomatico e funzionario italiano.

## Biografia
Nato a Martina Franca, era figlio del duca Petracone V e di Aurelia Maria Imperiali. Da giovane si recò a Roma, sotto la protezione dello zio Innico, vescovo di Aversa e futuro cardinale. Si laureò in utroque iure il 30 settembre 1698 all'Università della Sapienza.
Iniziò la sua carriera ecclesiastica come consultore della Congregazione dell'Indice dei libri proibiti per poi diventare referendario della Segnatura apostolica l'8 luglio 1699. Fu inviato a Bologna come vice-legato pontificio con una speciale delega per la giustizia. Fu anche ponente della Congregazione del buon governo e abate commendatario di San Giovanni in Fiore.
Inviato a Malta come inquisitore, dovette ritornare a Roma dove il 7 aprile 1710 fu nominato arcivescovo titolare di Efeso e consacrato dal cardinale Fabrizio Paolucci. Per i servigi resi fu anche nominato assistente al Soglio Pontificio il 20 aprile, e inviato in Svizzera come nunzio apostolico.
Tornato a Roma nel 1716 fu nominato uditore generale della Camera Apostolica. Morì nel paese natale in circostanze incerte.

## Genealogia episcopale
La genealogia episcopale è:
- Cardinale Scipione Rebiba
- Cardinale Giulio Antonio Santori
- Cardinale Girolamo Bernerio, O.P.
- Arcivescovo Galeazzo Sanvitale
- Cardinale Ludovico Ludovisi
- Cardinale Luigi Caetani
- Cardinale Ulderico Carpegna
- Cardinale Paluzzo Paluzzi Altieri degli Albertoni
- Cardinale Gaspare Carpegna
- Cardinale Fabrizio Paolucci
- Arcivescovo Giacomo Caracciolo